# 後藤敏康
後藤 敏康（ごとう としやす、1852年（嘉永5年2月）- 1901年（明治34年）5月30日）は、明治期の農業経営者、政治家。衆議院議員、宮城県遠田郡不動堂村長。幼名・力三郎、のち和泉と称した。

## 経歴
陸奥国宮城郡仙台（現宮城県仙台市）で、仙台藩宿老・遠田郡不動堂邑主の後藤家に生まれる。馬術、文学を修めた。
農業を営み、不動堂村長を務めた。1894年（明治27年）3月、第3回衆議院議員総選挙（宮城県第3区、自由党）で当選し、同年9月の第4回総選挙（宮城県第3区、自由党）でも再選され、衆議院議員に連続2期在任した。